# Ján Lacko
Ján Lacko (Myjava 24 de desembre de 1925, – Bratislava 24 de juny de 1991) va ser un director de cinema i televisió eslovac. Era fill de la novel·lista Anna Lacková-Zora (1899-1988), que va influir probablement en la seva vida professional.

## Producció documental
El 1949 es va incorporar a l'estudi de cinema documental de Bratislava, on va treballar com a guionista i després com a director. Poc després, també es va convertir en el director i guionista de l'Estudi de l'Exèrcit de Praga, on va realitzar diverses pel·lícules d'orientació militar. Com a cineasta documental no té gaire interès ja que les seves pel·lícules donaven suport a la ideologia de la dècada de 1950, i aquí podem trobar pel·lícules d'agitació i de construcció. Només va cridar l'atenció amb el seu darrer documental, Příbetská jar (1956), que parla sobre les pràctiques dels líders comunistes. En aquell moment, la pel·lícula va ser un greu acte de crítica als errors de la col·lectivització.

## Llargmetratges de ficció
A partir del 1957 va començar a fer llargmetratges d'antuvi com a ajudant de direcció o ajudant de direcció de Vladimír Bahna a les pel·lícules Posledná bosorka i Zemianska česť. A la dècada de 1950, el Comitè Central del Partit Comunista de Txecoslovàquia va posar l'èmfasi en el desenvolupament de comèdies, que havien de promoure discretament l'humor i ser accessibles al major nombre d'espectadors possibles. Així va fer Statočný zlodej (1958), adaptació de Jožko Púčik a jeho kariéra d'Ivan Stodol i que tenia com a protagonista el còmic Jozef Kromer, i Šťastie príde v nedeľu, amb guió d'Ivan Bukovčan. Ambdues es movien en la ideologia oficial.
Després de dues comèdies, Ján Lacko planteja un tema més seriós en el drama Skaly a ľudia, però torna immediatament a la comèdia en la seva pel·lícula potser més famosa amb el gran èxit de públic Skalní v ofsajde (1960). Gràcies a l'èxit de les seves comèdies, va continuar en aquest gènere amb pel·lícules com Výlet po Dunaji (1962), Páni sa zabávajú (1971) o Cnostný Metod (1979). Tot i això, cap d'elles va assolir l'èxit de Skaly a ľudia.
Als anys 60 i sobretot als 70, Lacko va passar gradualment al drama amb pel·lícules com Vždy možno začať (1961), Odhalenie Alžbety Báthoryčky (1965), Ďaleko je do neba (1971), Človek na moste (1972), Rozdelení (1976) i Dievča z jazera (1978). Totes elles, però, no van tenir gaire audiències i no van rebre bones crítiques, i mai va tornar a assolir l'èxit que havia tingut amb les comèdies.
En la dècada del 1980 es va passar a la televisió, on ja havia realitzar Žltý dostavník (La diligència groga, 1965), basada en un relat breu de Guy de Maupassant. Va tornar a conèixer l'èxit amb la sèrie de televisió Miesto v dome (Un lloc a la casa, 1976) sobre els destins i les actituds dels membres de la família de treballadors de Bratislava a finals dels anys seixanta i principis dels anys 70.

## Filmografia (výber)
- 1958 Statočný zlodej (El lladre valent)
- 1958 Šťastie príde v nedeľu (La felicitat arribarà el diumenge)
- 1960 Skalní v ofsajde
- 1962 Výlet po Dunaji (Viatge pel Danubi)
- 1971 Páni sa zabávajú (Els cavallers es diverteixen)
- 1972 Človek na moste (L'home del pont)
- 1972 Ďaleko je do neba (Lluny al cel)
- 1976 Miesto v dome (Un lloc a casa, TVS)
- 1979 Cnostný Metod (Mètode virtuós)
- 1980 Toto leto doma (Aquest estiu a casa)
- 1983 Anička Jurkovičová (TV)
- 1987 Kvočka (TV)